# John Perumattam
John Perumattam (3 de noviembre de 1921-18 de junio de 2011) fue un prelado Indio de la Iglesia católica.
Nació en Kakkoor, India, fue ordenado sacerdote el 11 de marzo de 1951. Perumattam fue nombrado Exarca el 29 de julio de 1968 y sería retirado como obispo de la eparquía de Ujjain el 4 de abril de 1998. Perumattam fue uno de los miembros fundadores de la Sociedad Misionera de San Tomás y primer director general de la sociedad. Perumattam murió en un hospital en Ujjain. Tenía 89 años.